# Доманьовці
Доманьовце (словац. Domaňovce) — село, громада в окрузі Левоча, Пряшівський край, Словаччина. Кадастрова площа громади — 12,83 км².

## Історія
Уперше згадується 1258 року як Daman. Історичні згадки під назвами: Doman (1287), Kysdoman (1414), Kysdoman - Arnoldfalva (1435), Domanciocz (1638), Domanowcze (1773), Domanowecz (1786), Domanowce (1808); угор. Domán, Domanyóc, Dománfalva; нім. Domansdorf.

## Географія
Розташоване на півночі східної Словаччини в центральній частині Горнадської улоговини в долині річки Лодина (словац. Lodina). Протікає річка Лодина.

## Населення
| Рік:            | 1994. | 2004.   | 2014.   | 2024.   |
| --------------- | ----- | ------- | ------- | ------- |
| Кількість осіб: | 873   | 880     | 930     | 919     |
| Різниця:        |       | +0,80 % | +5,68 % | -1,18 % |

| Рік:            | 2023. | 2024.   |
| --------------- | ----- | ------- |
| Кількість осіб: | 882   | 919     |
| Різниця:        |       | +4,19 % |

У селі проживає 885 осіб (за оцінкою на 31 грудня 2022 р.).
Національний склад населення (за даними останнього перепису населення — 2001 року):
- словаки — 99,89 %.

Склад населення за приналежністю до релігії станом на 2001 рік:
- римо-католики — 98,64 %,
- греко-католики — 0,57 %,
- не вважають себе вірянами або не належать до жодної вищезгаданої конфесії — 0,79 %.

## Пам'ятки
У селі є готичний римо-католицький костел, у 18 столітті перебудований в стилі бароко.